# Gallarate Calcio
Il Gallarate Calcio, noto in precedenza anche come Gallaratese, è un club calcistico italiano con sede nella città di Gallarate, in provincia di Varese. Nella stagione 2025-2026 milita in Promozione, la sesta divisione del campionato italiano.
Fondato nel 1910 come sezione polisportiva della Società Ginnastica Gallaratese (attiva dal 1877), si è successivamente trasformato in club autonomo incorrendo a più riprese in dissoluzioni e rifondazioni, ultima quella del 2021 in cui ha rilevato il titolo sportivo dall'Associazione Sportiva Uboldese.
Il club annovera nella sua storia due partecipazioni al campionato di Serie B, nel quale ha raggiunto l'ottavo posto nella stagione 1946-1947.

## Storia

### Primi anni
La Società Ginnastica Gallaratese iniziò a praticare ufficialmente lo sport del calcio nel 1910, con l'invito da parte di società del calibro di Inter e Ausonia; nel 1912 la squadra si iscrisse al suo primo campionato (Terza Categoria) e, fino al 1927, militò nei campionati regionali lombardi.
Nel 1927 ottenne la promozione in Seconda Divisione. Nel 1928 venne ammessa in Prima Divisione. Negli anni trenta e quaranta milita soprattutto in Serie C e al termine della seconda guerra mondiale viene ammessa d'ufficio (causa allargamento del campionato) in Serie B. In serie B milita per tre stagioni consecutive, ritornando in C al termine della stagione 1947-48 per riforma dei campionati (riduzione dei gironi della Serie B da tre a uno).
Nella stagione 1951-52 disputa una stagione disastrosa e viene retrocessa in IV Serie. In tale serie (che cambierà più volte nome, da IV serie a Serie D a Interregionale a C.N.D.) rimane per una ventina di anni, poi nel 1972 retrocede nei campionati regionali. Negli anni '70, '80 e primi anni '90 la squadra gioca soprattutto nei campionati lombardi con qualche sporadica partecipazione alla Serie D.

### Trasferimento a Busto Arsizio
Al termine della stagione 1994-1995 la Gallaratese viene promossa in Serie C2; a campionato concluso la società opta tuttavia per trasferirsi a Busto Arsizio, onde rilevare la tradizione sportiva della disciolta Pro Patria et Libertate. La ragione viene dunque modificata in Pro Patria Gallaratese Gallarate Busto, mantenendo il numero di matricola FIGC della Gallaratese (valido per l'accesso alla quarta serie). Tale decisione lascia la città di Gallarate priva della sua maggior squadra calcistica.

### Rifondazione e scioglimento
Dopo tre anni di completa inattività, la società venne rifondata con il nome di Società Ginnastica Gallaratese Associazione Sportiva Dilettantistica ed iscritta al campionato varesotto di Terza Categoria.
La qualità e la fedeltà dell'organico consentirono alla "nuova Gallaratese" di risalire in Eccellenza nel giro di cinque stagioni. I biancoblù rimasero stabili nella massima categoria del calcio regionale fino al 2007-2008, allorché persero lo spareggio contro il Luino.
Dopo due stagioni consecutive in Promozione, nel 2010 la Gallaratese ottenne l'acquisizione del titolo sportivo del Saronno, valido per l'accesso alla Serie D 2010-2011. L'esperienza nella prima divisione dilettantistica fu però effimera: nel 2012 la squadra retrocedette in Eccellenza, cui rinunciò, optando per iscriversi in sovrannumero alla Promozione Lombardia.
La società era frattanto incorsa in crescenti difficoltà economiche: al termine del campionato 2012-2013 esse si fecero insostenibili, obbligando la società a cessare le attività, appena 15 anni dopo la rifondazione.

### Seconda rifondazione
Dopo due anni di totale inattività, nel 2015 una cordata di soci capeggiata da Ciro Intermite, Giovanni Meneguz e Orlando Balconi trattarono con la SolbiaSommese la cessione del titolo sportivo (valido per iscriversi al campionato di Eccellenza). Il tentativo tuttavia non andò a buon fine, giacché la società venditrice decise infine di accettare l'offerta dell'A.S.D. Matteotti, che usufruì del titolo per rifondare il Saronno (a sua volta inattivo da diversi anni).
Per giungere alla rifondazione del club biancoblù occorse attendere un ulteriore anno: nell'estate 2016 la medesima cordata di cui sopra decise di agire per conto proprio e fondò ex novo l'Associazione Sportiva Dilettantistica Gallaratese, iscrivendola al girone varesotto del campionato di Terza Categoria 2016-2017.
La "nuova Gallaratese", guidata in panchina da Pierluigi Contaldo, si issa fin dalle prime giornate in testa alla classifica del gruppo d'appartenenza, riuscendo infine a vincerlo e a garantirsi la promozione in Seconda Categoria con qualche giornata d'anticipo su fine campionato.
Nella stagione 2018-19 la squadra riuscì ad agguantare la promozione in Prima Categoria lombarda
Nel 2023 acquisisce il diritto di militare in Promozione.

## Strutture
All'atto della fondazione, nel 1909, la sezione calcistica Gallaratese adottò come campo interno lo Stadio Alessandro Maino (intitolato all'insigne politico originario della città), ubicato presso la stazione ferroviaria, nelle pertinenze della palestra della polisportiva. L'impianto dispone di una tribuna centrale coperta sul lato ovest e di gradoni scoperti sui lati nord ed est: essendo destinato alla sola pratica calcistica, gli spalti affacciano direttamente sui bordi del terreno di gioco.
Tale impianto, scarsamente rimaneggiato nel corso dei decenni, ha progressivamente palesato una considerevole obsolescenza, sicché nel biennio 1994-1995 la squadra si trasferì nel più moderno stadio Atleti Azzurri d'Italia, alla periferia settentrionale della città. Tale struttura, più moderna, ma meno capiente dell'arena storica (giacché dispone di un'unica tribuna coperta sul lato ovest), è a carattere polisportivo: include infatti una pista di atletica leggera ed è utilizzata anche per la pratica del rugby.
Nel 1998, allorché il club venne rifondato, il "Maino" tornò a ricoprire il ruolo il campo interno, venendo nuovamente abbandonato in favore dell'"Atleti Azzurri d'Italia" nel 2010 a seguito del ripescaggio dei biancoblù in Serie D.
La Gallaratese ha poi fatto ritorno al "Maino" a seguito della seconda rifondazione, nella stagione 2016-2017, salvo poi dover nuovamente cambiare impianto l'anno seguente, non avendo trovato l'accordo per la gestione dello storico stadio cittadino: nel 2017-2018 essa disputa dunque le gare interne a Casorate Sempione.

## Colori e simboli

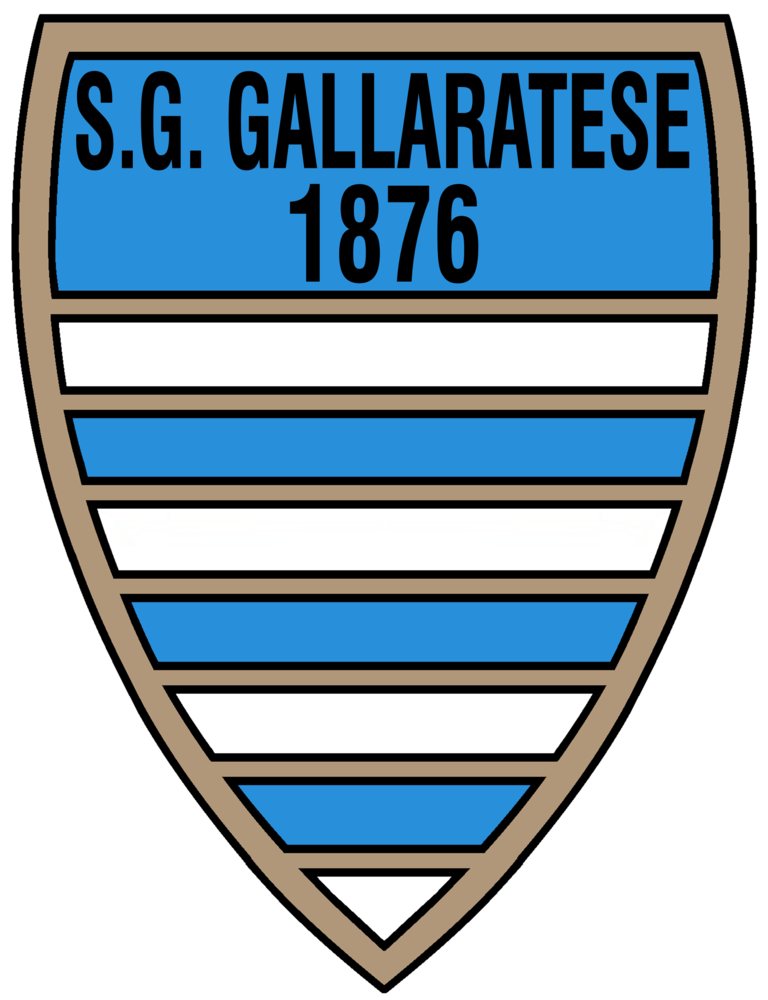
Uno degli stemmi storici della Gallaratese

Fin dalla fondazione i colori sociali della Gallaratese sono il bianco e il blu: il completo da gara casalingo si compone generalmente di casacca blu con pantaloncini bianchi, mentre la soluzione esterna inverte le due tinte
Lo stemma storico della Gallaratese è uno scudo sannitico a fasce orizzontali alternate bianche e blu.
Da tale struttura di base sono state declinate nel corso degli anni versioni diverse a livello di disegno: lo scudetto presenta talora un bordo dorato, mentre la denominazione sociale appare in alcuni casi scritta per esteso (e integrata dall'anno di fondazione) e in altri abbreviata nell'acronimo SGG. Più elaborata è la versione in uso tra il 1998 ed il 2013: allo scudetto fasciato biancoblù si sovrappone la denominazione sociale (scritta a lettere di grandi dimensioni, tanto da strabordare dallo scudo) e il disegno di un pallone da calcio in movimento (enfatizzato da una scia sinuosa che si raccorda con le lettere della denominazione stessa). Detta versione si presenta talora in tinta unita blu, talaltra con dettagli colorati in rosso e in nero.
Nella simbologia societaria rientra altresì lo stemma araldico della città di Gallarate (ancile troncato d'argento e di rosso ai due galli dell'uno nell'altro, con ornamenti esteriori da città), che nel Terzo millennio ha assunto un ruolo preponderante, venendo applicato sulle divise in luogo di altri emblemi sociali.

## Palmarès

### Competizioni regionali
- Campionato italiano di terza divisione: 1

1924-1925
- Eccellenza: 1

1991-1992
- Prima Categoria: 3

1976-1977, 2002-2003, 2024-2025

### Competizioni provinciali
- Terza Categoria: 2

1999-2000, 2016-2017